# Randi Crott
Randi Crott (* 1951 in Wuppertal) ist eine deutsche Journalistin, die für Radio und Fernsehen tätig ist. 

## Beruflicher Werdegang
Schon als Elfjährige schrieb Randi Crott ihren ersten Artikel für die Schülerzeitung. Nach Abschluss der Schule studierte sie Germanistik und Politische Wissenschaft in Freiburg und Bonn. Ihr Volontariat absolvierte sie beim General-Anzeiger in Bonn, wo sie auch ihre erste Anstellung als Redakteurin bekam.
Anschließend wechselte Randi Crott zum WDR, wo sie seitdem als Redakteurin, Reporterin und Moderatorin tätig ist. Im Radio moderierte sie unter anderem das Mittagsmagazin und Montalk auf WDR 2 sowie Neugier genügt und die ARD-Hörbuchnacht auf WDR 5. Im Fernsehen war sie als Moderatorin auch in der Aktuellen Stunde, in 1000 Hertz, dem ARD-Morgenmagazin, dem Mausclub und 3 nach 9 bei „Radio Bremen“ zu sehen. Seit Frühjahr 2010 gehört sie zum Moderatoren-Team der Funkhausgespräche auf WDR 5. Als fußballbegeisterte Frau und Fan von Borussia Dortmund moderierte sie zudem zwischen 2000 und 2002 die Vereinsfernsehsendung Borussia TV im DSF. Co-Moderator war dabei Norbert Dickel.
Randi Crott drehte für Arte, 3sat und den WDR auch mehrere Dokumentarfilme, wie etwa über den deutschen Regisseur Winfried Junge und sein Langzeit-Filmprojekt Die Kinder von Golzow.

## Familiengeschichte
Erst als sie erwachsen war, erfuhr Randi Crott, Tochter eines Deutschen und einer Norwegerin, dass sie väterlicherseits jüdische Wurzeln hat und Mitglieder ihrer Familie in Konzentrationslagern ums Leben kamen. Ihr Vater konnte während der Zeit des NS-Regimes unter der Nasjonal Samling seine Herkunft verschleiern und sich durch den Dienst in der Wehrmacht der Verfolgung entziehen. Als deutscher Besatzungssoldat lernte er 1942 seine spätere Ehefrau in Norwegen kennen. 2009, nach dem Tode ihres Vaters Helmut Crott, der nie über die Vergangenheit sprechen wollte, begann Randi Crott, gemeinsam mit ihrer Mutter Lillian, die Geschichte ihrer Familie zu erforschen und niederzuschreiben.
Das Buch Erzähl es niemandem! Die Liebesgeschichte meiner Eltern erschien im Frühjahr 2012 und wurde bald zu einem Bestseller. Seit September 2013 ist die Taschenbuchausgabe in der Spiegel-Bestsellerliste (Höchstplatzierung Bereich Sachbuch: Platz 3). Crott erhielt für diesen Roman 2014 den Rheinischen Literaturpreis Siegburg.
2016 entstand hieraus in Zusammenarbeit mit ihrem Ehemann Klaus Martens ein gleichnamiger Dokumentarfilm.
Im Sommer 2013 erschien das Buch auch in Norwegen unter dem Titel Ikke si det til noen.
Randi Crott ist die Nichte des Künstlers Carl Baumann. Sie lebt auf einem früheren Hof im Bergischen Land.

## Publikationen
- mit Lillian Crott Berthung: Erzähl es niemandem! Die Liebesgeschichte meiner Eltern. DuMont Buchverlag, Köln 2012. ISBN 978-3-8321-9640-0.

## Porträt
- WDR Geschichte(n) - Randi Crott. Buch und Regie: Klaus Michael Heinz, 60 min., WDR Fernsehen 2020, WDR Mediathek unbefristet.[7]